# AE Solar
AE Solar (Alternative Energy Solar) — Немецкий производитель солнечных панелей, основанный Александром Майером и его братьями в 2003 году в немецком городе Кёнигсбрунне. Здесь же находится головной офис компании. 
«AE Solar» представлена  более чем в 70 странах и включает в себя континенты Азии, Европы, Африки, Южной и Северной Америки, Азиатско-Тихоокеанский регион и регион Среднего Востока. Заводы «AE Solar» расположены в Грузии и Китае. Их общая годовая производительность составляет 1 гигаватт. Компания также имеет филиалы в Мексике, Бразилии и Саудовской Аравии.
«AE Solar» располагает двумя производственными объектами в Грузии (с апреля 2019 года) и Китае (с 2009 года), а также глобальными отделами продаж в Грузии, Германии, Китае, Мексике, Бразилии и Саудовской Аравии.
«AE Solar» является членом Глобального договора ООН.

## История
Компания «AE Solar» была основана в 2003 году Александром Майером и его братьями Виктором и Вальдемаром. В 2009 году компания запустила производство фотоэлектрических модулей мощностью 50 МВт в год ручной сборки в г. Хонгзе, Китай. Затем последовала серия модернизаций и расширений завода в Китае: в 2013 году была установлена полуавтоматическая производственная линия мощностью 150 МВт в год, в 2016 году производственную мощность расширили до 250 МВт в год, в 2017 году компания установила автоматические роботизированные производственные линии мощностью 525 МВт в год. В 2019 году общая мощность производства компании достигла более 1 ГВт в год, после открытия нового производства в Грузии оснащенного автоматическими роботизированными линиями мощностью 500 мВт в год.

## Продукция
«AE Solar» производит поликристаллические и монокристаллические фотоэлектрические модули (солнечные батареи). Она также является первым в мире производителем фотоэлектрического модуля, устойчивого к затенениям, в котором используются обходные диоды (bypass diodes) для предотвращения падения эффективности по причине затенения. В реальных рабочих условиях данная технология может производить на 30% больше энергии по сравнению со стандартными фотоэлектрическими модулями.
К солнечным панелям «AE Solar» прилагаются чипы NFC - с целью защиты их подлинности.

## Сотрудники
Число сотрудников компании 1200 человек.

## Награды
- SNEC 2017[12]
- Top Innovation/ PV Magazine 2018[13]
- Intersolar Finalist 2019[14]
- Construma Award 2020 Winner for Smart Shading Resistant Hot-Spot Free Modules Technology [15]